# El Calvario, Sabanilla
El Calvario är en ort i Mexiko.   Den ligger i kommunen Sabanilla och delstaten Chiapas, i den sydöstra delen av landet, 700 km öster om huvudstaden Mexico City. El Calvario ligger 980 meter över havet och antalet invånare är 1 262.
Terrängen runt El Calvario är bergig söderut, men norrut är den kuperad. Terrängen runt El Calvario sluttar norrut. Runt El Calvario är det ganska tätbefolkat, med 104 invånare per kvadratkilometer. Närmaste större samhälle är Simojovel de Allende, 8,3 km väster om El Calvario. I omgivningarna runt El Calvario växer i huvudsak städsegrön lövskog.